# محمد راضي مات دين
محمد راضي مات دين (بالملايوية: Muhamad Radhi Mat Din)‏ هو لاعب كرة قدم ماليزي في مركز الوسط، ولد في 17 يوليو 1965 في Pokok Sena District ‏ في ماليزيا. شارك مع منتخب ماليزيا لكرة القدم. أما مع النوادي، فقد لعب مع نادي كيدا دارول أمان.